# Saint-Cyr-la-Rosière
Saint-Cyr-la-Rosière – miejscowość i gmina we Francji, w regionie Normandia, w departamencie Orne.
Według danych na rok 1990 gminę zamieszkiwało 210 osób, a gęstość zaludnienia wynosiła 11 osób/km² (wśród 1815 gmin Dolnej Normandii Saint-Cyr-la-Rosière plasuje się na 676. miejscu pod względem liczby ludności, natomiast pod względem powierzchni na miejscu 136.).